# U-17-Handball-Europameisterschaft der Frauen 2015/Qualifikation
Dieser Artikel beschreibt die Qualifikation zur U-17-Handball-Europameisterschaft der Frauen 2015 in Mazedonien. Die Spiele wurden mit Ausnahme der Gruppe 2 vom 20. bis 22. März 2015 ausgespielt.

## Qualifikation
Die Auslosung der Gruppen fand am 19. September 2014 in Dublin auf dem EHF-Kongress statt. In neun Gruppen wurden die noch 15 ausstehenden Mannschaften für die U19-Europameisterschaften ausgespielt. Für die Europameisterschaft qualifizierten sich der Gruppenerste der Gruppen 1 bis 9 sowie der Gruppenzweite der Gruppen 1 bis 6.

### Gruppe 1
| Pl. | Land       | Sp. | S | U | N | Tore     | Diff. | Punkte |
| --- | ---------- | --- | - | - | - | -------- | ----- | ------ |
| 1.  | Dänemark   | 3   | 3 | 0 | 0 | 0115:450 | +70   | 06:00  |
| 2.  | Frankreich | 3   | 2 | 0 | 1 | 085:770  | +8    | 04:20  |
| 3.  | Schweiz    | 3   | 1 | 0 | 2 | 059:850  | −26   | 02:40  |
| 4.  | Serbien    | 3   | 0 | 0 | 3 | 047:990  | −52   | 00:60  |

| 20. März 2015 17:00 Uhr | Serbien                              | 17:29        | Schweiz                            | Vejen Idrætscenter, Vejen Zuschauer: 200 Schiedsrichter: Lars Jørum, Kim-Rune Stenhaugmo |
| 20. März 2015 17:00 Uhr | meiste Tore: Sara Todorovič (3 Tore) | (10:18)      | meiste Tore: Xenia Hodel (10 Tore) | Vejen Idrætscenter, Vejen Zuschauer: 200 Schiedsrichter: Lars Jørum, Kim-Rune Stenhaugmo |
| 20. März 2015 17:00 Uhr | Strafen: 2× 6×                       | Spielbericht | Strafen: 2×                        | Vejen Idrætscenter, Vejen Zuschauer: 200 Schiedsrichter: Lars Jørum, Kim-Rune Stenhaugmo |

| 20. März 2015 19:00 Uhr | Dänemark                           | 41:21        | Frankreich                           | Vejen Idrætscenter, Vejen Zuschauer: 650 Schiedsrichter: Olena Kawerina, Maryna Sljepzowa |
| 20. März 2015 19:00 Uhr | meiste Tore: Helena Elver (9 Tore) | (23:10)      | meiste Tore: Méline Nocandy (4 Tore) | Vejen Idrætscenter, Vejen Zuschauer: 650 Schiedsrichter: Olena Kawerina, Maryna Sljepzowa |
| 20. März 2015 19:00 Uhr | Strafen: 1×                        | Spielbericht | Strafen: 3× 1×                       | Vejen Idrætscenter, Vejen Zuschauer: 650 Schiedsrichter: Olena Kawerina, Maryna Sljepzowa |

| 21. März 2015 14:00 Uhr | Frankreich                             | 33:20        | Schweiz                           | Vejen Idrætscenter, Vejen Zuschauer: 300 Schiedsrichter: Lars Jørum, Kim-Rune Stenhaugmo |
| 21. März 2015 14:00 Uhr | meiste Tore: Sarah Lobe Eleme (7 Tore) | (17:9)       | meiste Tore: Xenia Hodel (8 Tore) | Vejen Idrætscenter, Vejen Zuschauer: 300 Schiedsrichter: Lars Jørum, Kim-Rune Stenhaugmo |
| 21. März 2015 14:00 Uhr | Strafen: 3× 4×                         | Spielbericht | Strafen: 3×                       | Vejen Idrætscenter, Vejen Zuschauer: 300 Schiedsrichter: Lars Jørum, Kim-Rune Stenhaugmo |

| 21. März 2015 16:00 Uhr | Dänemark                                                           | 39:14        | Serbien                                         | Vejen Idrætscenter, Vejen Zuschauer: 475 Schiedsrichter: Olena Kawerina, Maryna Sljepzowa |
| 21. März 2015 16:00 Uhr | meiste Tore: A. Berggren, C. Jakobsen, I. Dahl, L. Jensen (4 Tore) | (21:8)       | meiste Tore: Sandra Radović, Ana Lazić (4 Tore) | Vejen Idrætscenter, Vejen Zuschauer: 475 Schiedsrichter: Olena Kawerina, Maryna Sljepzowa |
| 21. März 2015 16:00 Uhr | Strafen: 3×                                                        | Spielbericht | Strafen: 3× 4×                                  | Vejen Idrætscenter, Vejen Zuschauer: 475 Schiedsrichter: Olena Kawerina, Maryna Sljepzowa |

| 22. März 2015 11:00 Uhr | Frankreich                         | 31:16        | Serbien                                             | Vejen Idrætscenter, Vejen Zuschauer: 115 Schiedsrichter: Lars Jørum, Kim-Rune Stenhaugmo |
| 22. März 2015 11:00 Uhr | meiste Tore: Alice Mazens (8 Tore) | (12:7)       | meiste Tore: Lidija Cvijić, Sandra Radović (4 Tore) | Vejen Idrætscenter, Vejen Zuschauer: 115 Schiedsrichter: Lars Jørum, Kim-Rune Stenhaugmo |
| 22. März 2015 11:00 Uhr | Strafen: 2×                        | Spielbericht | Strafen: 3× 2×                                      | Vejen Idrætscenter, Vejen Zuschauer: 115 Schiedsrichter: Lars Jørum, Kim-Rune Stenhaugmo |

| 22. März 2015 13:00 Uhr | Schweiz                           | 10:35        | Dänemark                                       | Vejen Idrætscenter, Vejen Zuschauer: 450 Schiedsrichter: Olena Kawerina, Maryna Sljepzowa |
| 22. März 2015 13:00 Uhr | meiste Tore: Xenia Hodel (4 Tore) | (3:19)       | meiste Tore: Cecilie Kollerup Thomsen (7 Tore) | Vejen Idrætscenter, Vejen Zuschauer: 450 Schiedsrichter: Olena Kawerina, Maryna Sljepzowa |
| 22. März 2015 13:00 Uhr | Strafen: 3×                       | Spielbericht | Strafen: 3× 1×                                 | Vejen Idrætscenter, Vejen Zuschauer: 450 Schiedsrichter: Olena Kawerina, Maryna Sljepzowa |

### Gruppe 2
| Pl. | Land       | Sp. | S | U | N | Tore    | Diff. | Punkte |
| --- | ---------- | --- | - | - | - | ------- | ----- | ------ |
| 1.  | Russland   | 3   | 3 | 0 | 0 | 091:490 | +42   | 06:00  |
| 2.  | Tschechien | 3   | 2 | 0 | 1 | 072:840 | −12   | 04:20  |
| 3.  | Färöer     | 3   | 1 | 0 | 2 | 061:720 | −11   | 02:40  |
| 4.  | Island     | 3   | 0 | 0 | 3 | 070:890 | −19   | 00:60  |

| 13. März 2015 17:00 Uhr | Russland                                                                                             | 34:17        | Tschechien                               | Høllin á Hálsi, Tórshavn Zuschauer: 100 Schiedsrichter: F. Simone, P. Monitillo |
| 13. März 2015 17:00 Uhr | meiste Tore: J. Kudrjawzewa, K. Sabirowa, M. Taschenowa, S. Sinizyna, A. Skorobogattschenko (5 Tore) | (18:10)      | meiste Tore: Veronika Galušková (4 Tore) | Høllin á Hálsi, Tórshavn Zuschauer: 100 Schiedsrichter: F. Simone, P. Monitillo |
| 13. März 2015 17:00 Uhr | Strafen: 3× 2×                                                                                       | Spielbericht | Strafen: 3× 5×                           | Høllin á Hálsi, Tórshavn Zuschauer: 100 Schiedsrichter: F. Simone, P. Monitillo |

| 13. März 2015 19:00 Uhr | Island                                | 24:25        | Färöer-Inseln                                       | Høllin á Hálsi, Tórshavn Zuschauer: 500 Schiedsrichter: S. Martens, A. Verdonck |
| 13. März 2015 19:00 Uhr | meiste Tore: Andrea Jacobsen (7 Tore) | (11:13)      | meiste Tore: Marianna Geirsdóttir Eystberg (6 Tore) | Høllin á Hálsi, Tórshavn Zuschauer: 500 Schiedsrichter: S. Martens, A. Verdonck |
| 13. März 2015 19:00 Uhr | Strafen: 3× 4×                        | Spielbericht | Strafen: 3×                                         | Høllin á Hálsi, Tórshavn Zuschauer: 500 Schiedsrichter: S. Martens, A. Verdonck |

| 14. März 2015 17:00 Uhr | Russland                            | 35:17        | Island                                | Høllin á Hálsi, Tórshavn Zuschauer: 150 Schiedsrichter: F. Simone, P. Monitillo |
| 14. März 2015 17:00 Uhr | meiste Tore: Marija Dudina (6 Tore) | (18:11)      | meiste Tore: Lovísa Thompson (5 Tore) | Høllin á Hálsi, Tórshavn Zuschauer: 150 Schiedsrichter: F. Simone, P. Monitillo |
| 14. März 2015 17:00 Uhr | Strafen: 3× 4× 1×                   | Spielbericht | Strafen: 3×                           | Høllin á Hálsi, Tórshavn Zuschauer: 150 Schiedsrichter: F. Simone, P. Monitillo |

| 14. März 2015 19:00 Uhr | Tschechien                          | 25:21        | Färöer-Inseln                                    | Høllin á Hálsi, Tórshavn Zuschauer: 550 Schiedsrichter: S. Martens, A. Verdonck |
| 14. März 2015 19:00 Uhr | meiste Tore: Jana Šustková (6 Tore) | (13:11)      | meiste Tore: Tóra Eliasen, Ida Norðfoss (5 Tore) | Høllin á Hálsi, Tórshavn Zuschauer: 550 Schiedsrichter: S. Martens, A. Verdonck |
| 14. März 2015 19:00 Uhr | Strafen: 3× 1×                      | Spielbericht | Strafen: 3× 4×                                   | Høllin á Hálsi, Tórshavn Zuschauer: 550 Schiedsrichter: S. Martens, A. Verdonck |

| 15. März 2015 17:00 Uhr | Tschechien                          | 30:29        | Island                                       | Høllin á Hálsi, Tórshavn Zuschauer: 100 Schiedsrichter: F. Simone, P. Monitillo |
| 15. März 2015 17:00 Uhr | meiste Tore: Sára Kovářová (8 Tore) | (13:15)      | meiste Tore: Berta Rut Harðardóttir (7 Tore) | Høllin á Hálsi, Tórshavn Zuschauer: 100 Schiedsrichter: F. Simone, P. Monitillo |
| 15. März 2015 17:00 Uhr | Strafen: 3×                         | Spielbericht | Strafen: 4×                                  | Høllin á Hálsi, Tórshavn Zuschauer: 100 Schiedsrichter: F. Simone, P. Monitillo |

| 15. März 2015 19:00 Uhr | Färöer-Inseln                      | 15:23        | Russland                                          | Høllin á Hálsi, Tórshavn Zuschauer: 450 Schiedsrichter: S. Martens, A. Verdonck |
| 15. März 2015 19:00 Uhr | meiste Tore: Ida Norðfoss (5 Tore) | (8:11)       | meiste Tore: Antonina Skorobogattschenko (9 Tore) | Høllin á Hálsi, Tórshavn Zuschauer: 450 Schiedsrichter: S. Martens, A. Verdonck |
| 15. März 2015 19:00 Uhr | Strafen: 4× 3×                     | Spielbericht | Strafen: 3× 4×                                    | Høllin á Hálsi, Tórshavn Zuschauer: 450 Schiedsrichter: S. Martens, A. Verdonck |

### Gruppe 3
| Pl. | Land        | Sp. | S | U | N | Tore     | Diff. | Punkte |
| --- | ----------- | --- | - | - | - | -------- | ----- | ------ |
| 1.  | Norwegen    | 3   | 3 | 0 | 0 | 0112:780 | +34   | 06:00  |
| 2.  | Niederlande | 3   | 2 | 0 | 1 | 0105:830 | +22   | 04:20  |
| 3.  | Litauen     | 3   | 1 | 0 | 2 | 093:880  | +5    | 02:40  |
| 4.  | Georgien    | 3   | 0 | 0 | 3 | 062:1230 | −61   | 00:60  |

| 20. März 2015 16:00 Uhr | Norwegen                                            | 33:32        | Niederlande                           | Kutaisi Sport Palace, Kutaissi Zuschauer: 800 Schiedsrichter: Denis Bolic, Christoph Hurich |
| 20. März 2015 16:00 Uhr | meiste Tore: Stina Strengenes, Mari Bergum (7 Tore) | (18:14)      | meiste Tore: Mariël Beugels (12 Tore) | Kutaisi Sport Palace, Kutaissi Zuschauer: 800 Schiedsrichter: Denis Bolic, Christoph Hurich |
| 20. März 2015 16:00 Uhr | Strafen: 2× 3× 1×                                   | Spielbericht | Strafen: 2× 4×                        | Kutaisi Sport Palace, Kutaissi Zuschauer: 800 Schiedsrichter: Denis Bolic, Christoph Hurich |

| 20. März 2015 18:00 Uhr | Litauen                                     | 39:20        | Georgien                                                       | Kutaisi Sport Palace, Kutaissi Zuschauer: 1.500 Schiedsrichter: Maike Schilha, Tanja Schilha |
| 20. März 2015 18:00 Uhr | meiste Tore: Brigita Ivanauskaitė (11 Tore) | (20:9)       | meiste Tore: T. Gadelia, M. Tschocheli, N. Gabissonia (4 Tore) | Kutaisi Sport Palace, Kutaissi Zuschauer: 1.500 Schiedsrichter: Maike Schilha, Tanja Schilha |
| 20. März 2015 18:00 Uhr | Strafen: 3×                                 | Spielbericht | Strafen: 3× 8× 1×                                              | Kutaisi Sport Palace, Kutaissi Zuschauer: 1.500 Schiedsrichter: Maike Schilha, Tanja Schilha |

| 21. März 2015 16:00 Uhr | Norwegen                              | 38:26        | Litauen                                    | Kutaisi Sport Palace, Kutaissi Zuschauer: 800 Schiedsrichter: Maike Schilha, Tanja Schilha |
| 21. März 2015 16:00 Uhr | meiste Tore: Line Ellertsen (10 Tore) | (19:10)      | meiste Tore: Brigita Ivanauskaitė (9 Tore) | Kutaisi Sport Palace, Kutaissi Zuschauer: 800 Schiedsrichter: Maike Schilha, Tanja Schilha |
| 21. März 2015 16:00 Uhr | Strafen: 3× 5×                        | Spielbericht | Strafen: 3× 5×                             | Kutaisi Sport Palace, Kutaissi Zuschauer: 800 Schiedsrichter: Maike Schilha, Tanja Schilha |

| 21. März 2015 18:00 Uhr | Niederlande                         | 43:22        | Georgien                                              | Kutaisi Sport Palace, Kutaissi Zuschauer: 1.000 Schiedsrichter: Denis Bolic, Christoph Hurich |
| 21. März 2015 18:00 Uhr | meiste Tore: Merel Freriks (7 Tore) | (20:10)      | meiste Tore: Ana Qwelaschwili, Tatia Gadelia (5 Tore) | Kutaisi Sport Palace, Kutaissi Zuschauer: 1.000 Schiedsrichter: Denis Bolic, Christoph Hurich |
| 21. März 2015 18:00 Uhr | Strafen: 2×                         | Spielbericht | Strafen: 2× 1×                                        | Kutaisi Sport Palace, Kutaissi Zuschauer: 1.000 Schiedsrichter: Denis Bolic, Christoph Hurich |

| 22. März 2015 14:00 Uhr | Niederlande                       | 30:28        | Litauen                                     | Kutaisi Sport Palace, Kutaissi Zuschauer: 700 Schiedsrichter: Denis Bolic, Christoph Hurich |
| 22. März 2015 14:00 Uhr | meiste Tore: Kalia Klomp (6 Tore) | (12:15)      | meiste Tore: Brigita Ivanauskaitė (10 Tore) | Kutaisi Sport Palace, Kutaissi Zuschauer: 700 Schiedsrichter: Denis Bolic, Christoph Hurich |
| 22. März 2015 14:00 Uhr | Strafen: 2× 3×                    | Spielbericht | Strafen: 2× 3×                              | Kutaisi Sport Palace, Kutaissi Zuschauer: 700 Schiedsrichter: Denis Bolic, Christoph Hurich |

| 22. März 2015 16:00 Uhr | Georgien                            | 20:41        | Norwegen                                 | Kutaisi Sport Palace, Kutaissi Zuschauer: 1.000 Schiedsrichter: Maike Schilha, Tanja Schilha |
| 22. März 2015 16:00 Uhr | meiste Tore: Tatia Gadelia (8 Tore) | (9:22)       | meiste Tore: Julie Bøe Jacobsen (7 Tore) | Kutaisi Sport Palace, Kutaissi Zuschauer: 1.000 Schiedsrichter: Maike Schilha, Tanja Schilha |
| 22. März 2015 16:00 Uhr | Strafen: 3×                         | Spielbericht | Strafen: 3× 5×                           | Kutaisi Sport Palace, Kutaissi Zuschauer: 1.000 Schiedsrichter: Maike Schilha, Tanja Schilha |

### Gruppe 4
| Pl. | Land         | Sp. | S | U | N | Tore     | Diff. | Punkte |
| --- | ------------ | --- | - | - | - | -------- | ----- | ------ |
| 1.  | Ungarn       | 3   | 3 | 0 | 0 | 0100:580 | +42   | 06:00  |
| 2.  | Deutschland  | 3   | 2 | 0 | 1 | 095:590  | +36   | 04:20  |
| 3.  | Griechenland | 3   | 1 | 0 | 2 | 067:960  | −29   | 02:40  |
| 4.  | Ukraine      | 3   | 0 | 0 | 3 | 059:1080 | −49   | 00:60  |

| 20. März 2015 15:30 Uhr | Griechenland                             | 30:20        | Ukraine                          | Elektromos Hall, Budapest Zuschauer: 400 Schiedsrichter: Marta Sá, Vania Sá |
| 20. März 2015 15:30 Uhr | meiste Tore: Olympia Andritsou (11 Tore) | (14:7)       | meiste Tore: Jana Hotra (9 Tore) | Elektromos Hall, Budapest Zuschauer: 400 Schiedsrichter: Marta Sá, Vania Sá |
| 20. März 2015 15:30 Uhr | Strafen: 3× 4×                           | Spielbericht | Strafen: 3×                      | Elektromos Hall, Budapest Zuschauer: 400 Schiedsrichter: Marta Sá, Vania Sá |

| 20. März 2015 17:30 Uhr | Ungarn                                                 | 21:20        | Deutschland                           | Elektromos Hall, Budapest Zuschauer: 700 Schiedsrichter: Davor Lončar, Zoran Lončar |
| 20. März 2015 17:30 Uhr | meiste Tore: Bernadett Hornyák, Noémi Pásztor (5 Tore) | (13:9)       | meiste Tore: Franziska Peter (6 Tore) | Elektromos Hall, Budapest Zuschauer: 700 Schiedsrichter: Davor Lončar, Zoran Lončar |
| 20. März 2015 17:30 Uhr | Strafen: 4×                                            | Spielbericht | Strafen: 3× 5×                        | Elektromos Hall, Budapest Zuschauer: 700 Schiedsrichter: Davor Lončar, Zoran Lončar |

| 21. März 2015 15:30 Uhr | Ungarn                               | 42:14        | Griechenland                                               | Elektromos Hall, Budapest Zuschauer: 350 Schiedsrichter: Davor Lončar, Zoran Lončar |
| 21. März 2015 15:30 Uhr | meiste Tore: Katrin Klujber (9 Tore) | (22:5)       | meiste Tore: Styliani Zinonidou, Despoina Fragkou (3 Tore) | Elektromos Hall, Budapest Zuschauer: 350 Schiedsrichter: Davor Lončar, Zoran Lončar |
| 21. März 2015 15:30 Uhr | Strafen: 3× 4×                       | Spielbericht | Strafen: 3× 1×                                             | Elektromos Hall, Budapest Zuschauer: 350 Schiedsrichter: Davor Lončar, Zoran Lončar |

| 21. März 2015 17:30 Uhr | Deutschland                           | 41:15        | Ukraine                                   | Elektromos Hall, Budapest Zuschauer: 300 Schiedsrichter: Marta Sá, Vania Sá |
| 21. März 2015 17:30 Uhr | meiste Tore: Franziska Peter (7 Tore) | (20:11)      | meiste Tore: Marjana Markewytsch (4 Tore) | Elektromos Hall, Budapest Zuschauer: 300 Schiedsrichter: Marta Sá, Vania Sá |
| 21. März 2015 17:30 Uhr | Strafen: 3× 7×                        | Spielbericht | Strafen: 4× 3× 1×                         | Elektromos Hall, Budapest Zuschauer: 300 Schiedsrichter: Marta Sá, Vania Sá |

| 22. März 2015 12:30 Uhr | Deutschland                           | 34:23        | Griechenland                            | Elektromos Hall, Budapest Zuschauer: 300 Schiedsrichter: Davor Lončar, Zoran Lončar |
| 22. März 2015 12:30 Uhr | meiste Tore: Franziska Peter (7 Tore) | (19:10)      | meiste Tore: Olympia Andritsou (6 Tore) | Elektromos Hall, Budapest Zuschauer: 300 Schiedsrichter: Davor Lončar, Zoran Lončar |
| 22. März 2015 12:30 Uhr | Strafen: 3× 4×                        | Spielbericht | Strafen: 3× 5×                          | Elektromos Hall, Budapest Zuschauer: 300 Schiedsrichter: Davor Lončar, Zoran Lončar |

| 22. März 2015 14:30 Uhr | Ukraine                              | 24:37        | Ungarn                               | Elektromos Hall, Budapest Zuschauer: 700 Schiedsrichter: Marta Sá, Vania Sá |
| 22. März 2015 14:30 Uhr | meiste Tore: Tatjana Poljak (5 Tore) | (10:21)      | meiste Tore: Katrin Klujber (6 Tore) | Elektromos Hall, Budapest Zuschauer: 700 Schiedsrichter: Marta Sá, Vania Sá |
| 22. März 2015 14:30 Uhr | Strafen: 3× 5×                       | Spielbericht | Strafen: 3× 8×                       | Elektromos Hall, Budapest Zuschauer: 700 Schiedsrichter: Marta Sá, Vania Sá |

### Gruppe 5
| Pl. | Land       | Sp. | S | U | N | Tore     | Diff. | Punkte |
| --- | ---------- | --- | - | - | - | -------- | ----- | ------ |
| 1.  | Slowenien  | 3   | 3 | 0 | 0 | 0106:620 | +44   | 06:00  |
| 2.  | Spanien    | 3   | 2 | 0 | 1 | 092:670  | +25   | 04:20  |
| 3.  | Montenegro | 3   | 1 | 0 | 2 | 074:570  | +17   | 02:40  |
| 4.  | Moldau     | 3   | 0 | 0 | 3 | 047:1330 | −86   | 00:60  |

| 20. März 2015 17:00 Uhr | Slowenien                        | 53:15        | Moldawien                                  | SRC Žabljak, Žabljak Zuschauer: 300 Schiedsrichter: Matan Lindenbaum, Dor Laron |
| 20. März 2015 17:00 Uhr | meiste Tore: Živa Čopi (12 Tore) | (27:7)       | meiste Tore: Ecaterina Bondarenco (7 Tore) | SRC Žabljak, Žabljak Zuschauer: 300 Schiedsrichter: Matan Lindenbaum, Dor Laron |
| 20. März 2015 17:00 Uhr | Strafen: 3× 2×                   | Spielbericht | Strafen: 1×                                | SRC Žabljak, Žabljak Zuschauer: 300 Schiedsrichter: Matan Lindenbaum, Dor Laron |

| 20. März 2015 19:00 Uhr | Montenegro                                            | 19:20        | Spanien                                          | SRC Žabljak, Žabljak Zuschauer: 500 Schiedsrichter: Aleksandar Jović, Nedim Arnautović |
| 20. März 2015 19:00 Uhr | meiste Tore: Marija Terzić, Tamara Jovićević (4 Tore) | (7:11)       | meiste Tore: Seynabou Mbengue Rodríguez (7 Tore) | SRC Žabljak, Žabljak Zuschauer: 500 Schiedsrichter: Aleksandar Jović, Nedim Arnautović |
| 20. März 2015 19:00 Uhr | Strafen: 2× 4×                                        | Spielbericht | Strafen: 4× 3×                                   | SRC Žabljak, Žabljak Zuschauer: 500 Schiedsrichter: Aleksandar Jović, Nedim Arnautović |

| 21. März 2015 17:00 Uhr | Spanien                                  | 45:18        | Moldawien                                                    | SRC Žabljak, Žabljak Zuschauer: 250 Schiedsrichter: Matan Lindenbaum, Dor Laron |
| 21. März 2015 17:00 Uhr | meiste Tore: Rocío Rojas Asenio (8 Tore) | (25:7)       | meiste Tore: A. Psenicica, M. Causan, E. Bondarenco (3 Tore) | SRC Žabljak, Žabljak Zuschauer: 250 Schiedsrichter: Matan Lindenbaum, Dor Laron |
| 21. März 2015 17:00 Uhr | Strafen: 3× 5×                           | Spielbericht | Strafen: 2×                                                  | SRC Žabljak, Žabljak Zuschauer: 250 Schiedsrichter: Matan Lindenbaum, Dor Laron |

| 21. März 2015 19:00 Uhr | Montenegro                             | 20:23        | Slowenien                          | SRC Žabljak, Žabljak Zuschauer: 500 Schiedsrichter: Aleksandar Jović, Nedim Arnautović |
| 21. März 2015 19:00 Uhr | meiste Tore: Tamara Jovićević (6 Tore) | (11:12)      | meiste Tore: Anika Strnad (5 Tore) | SRC Žabljak, Žabljak Zuschauer: 500 Schiedsrichter: Aleksandar Jović, Nedim Arnautović |
| 21. März 2015 19:00 Uhr | Strafen: 2× 3×                         | Spielbericht | Strafen: 3× 7×                     | SRC Žabljak, Žabljak Zuschauer: 500 Schiedsrichter: Aleksandar Jović, Nedim Arnautović |

| 22. März 2015 12:00 Uhr | Spanien                                                                        | 27:30        | Slowenien                         | SRC Žabljak, Žabljak Zuschauer: 250 Schiedsrichter: Matan Lindenbaum, Dor Laron |
| 22. März 2015 12:00 Uhr | meiste Tore: S. López Iglesias, R. Rojas Asenio, S. Mbengue Rodríguez (6 Tore) | (13:13)      | meiste Tore: Nina Žabjek (7 Tore) | SRC Žabljak, Žabljak Zuschauer: 250 Schiedsrichter: Matan Lindenbaum, Dor Laron |
| 22. März 2015 12:00 Uhr | Strafen: 3× 2×                                                                 | Spielbericht | Strafen: 3×                       | SRC Žabljak, Žabljak Zuschauer: 250 Schiedsrichter: Matan Lindenbaum, Dor Laron |

| 22. März 2015 14:00 Uhr | Moldawien                                  | 14:35        | Montenegro                          | SRC Žabljak, Žabljak Zuschauer: 250 Schiedsrichter: Aleksandar Jović, Nedim Arnautović |
| 22. März 2015 14:00 Uhr | meiste Tore: Ecaterina Bondarenco (4 Tore) | (8:16)       | meiste Tore: Lejla Bošnjak (8 Tore) | SRC Žabljak, Žabljak Zuschauer: 250 Schiedsrichter: Aleksandar Jović, Nedim Arnautović |
| 22. März 2015 14:00 Uhr | Strafen: 2× 6×                             | Spielbericht | Strafen: 3× 8×                      | SRC Žabljak, Žabljak Zuschauer: 250 Schiedsrichter: Aleksandar Jović, Nedim Arnautović |

### Gruppe 6
| Pl. | Land       | Sp. | S | U | N | Tore     | Diff. | Punkte |
| --- | ---------- | --- | - | - | - | -------- | ----- | ------ |
| 1.  | Schweden   | 3   | 3 | 0 | 0 | 098:430  | +55   | 06:00  |
| 2.  | Slowakei   | 3   | 2 | 0 | 1 | 091:660  | +25   | 04:20  |
| 3.  | Österreich | 3   | 1 | 0 | 2 | 074:670  | +7    | 02:40  |
| 4.  | Kosovo     | 3   | 0 | 0 | 3 | 036:1230 | −87   | 00:60  |

| 20. März 2015 17:00 Uhr | Schweden                                      | 30:16        | Slowakei                                | Pallati i Rinisë dhe Sporteve, Priština Zuschauer: 300 Schiedsrichter: Ruud Geraets, Paul Geraets |
| 20. März 2015 17:00 Uhr | meiste Tore: Kristin Thorleifsdóttir (7 Tore) | (12:9)       | meiste Tore: Katarina Kostelná (5 Tore) | Pallati i Rinisë dhe Sporteve, Priština Zuschauer: 300 Schiedsrichter: Ruud Geraets, Paul Geraets |
| 20. März 2015 17:00 Uhr | Strafen: 3×                                   | Spielbericht | Strafen: 3× 2×                          | Pallati i Rinisë dhe Sporteve, Priština Zuschauer: 300 Schiedsrichter: Ruud Geraets, Paul Geraets |

| 20. März 2015 19:00 Uhr | Österreich                         | 33:14        | Kosovo                                     | Pallati i Rinisë dhe Sporteve, Priština Zuschauer: 300 Schiedsrichter: Tomas Barysas, Povilas Petrušis |
| 20. März 2015 19:00 Uhr | meiste Tore: Ines Ivancok (8 Tore) | (16:6)       | meiste Tore: Florentina Prelvukaj (5 Tore) | Pallati i Rinisë dhe Sporteve, Priština Zuschauer: 300 Schiedsrichter: Tomas Barysas, Povilas Petrušis |
| 20. März 2015 19:00 Uhr | Strafen: 2× 3×                     | Spielbericht | Strafen: 3× 6×                             | Pallati i Rinisë dhe Sporteve, Priština Zuschauer: 300 Schiedsrichter: Tomas Barysas, Povilas Petrušis |

| 21. März 2015 15:00 Uhr | Schweden                             | 24:18        | Österreich                         | Pallati i Rinisë dhe Sporteve, Priština Zuschauer: 200 Schiedsrichter: Tomas Barysas, Povilas Petrušis |
| 21. März 2015 15:00 Uhr | meiste Tore: Hannah Flodman (7 Tore) | (12:9)       | meiste Tore: Ines Ivancok (7 Tore) | Pallati i Rinisë dhe Sporteve, Priština Zuschauer: 200 Schiedsrichter: Tomas Barysas, Povilas Petrušis |
| 21. März 2015 15:00 Uhr | Strafen: 3×                          | Spielbericht | Strafen: 3× 2×                     | Pallati i Rinisë dhe Sporteve, Priština Zuschauer: 200 Schiedsrichter: Tomas Barysas, Povilas Petrušis |

| 21. März 2015 17:00 Uhr | Slowakei                                                   | 46:13        | Kosovo                                     | Pallati i Rinisë dhe Sporteve, Priština Zuschauer: 150 Schiedsrichter: Ruud Geraets, Paul Geraets |
| 21. März 2015 17:00 Uhr | meiste Tore: Martina Popovcová, Nicol Nejedlíková (8 Tore) | (20:4)       | meiste Tore: Florentina Prelvukaj (6 Tore) | Pallati i Rinisë dhe Sporteve, Priština Zuschauer: 150 Schiedsrichter: Ruud Geraets, Paul Geraets |
| 21. März 2015 17:00 Uhr | Strafen: 2× 3×                                             | Spielbericht | Strafen: 3× 9×                             | Pallati i Rinisë dhe Sporteve, Priština Zuschauer: 150 Schiedsrichter: Ruud Geraets, Paul Geraets |

| 22. März 2015 11:00 Uhr | Slowakei                                | 29:23        | Österreich                         | Pallati i Rinisë dhe Sporteve, Priština Zuschauer: 150 Schiedsrichter: Ruud Geraets, Paul Geraets |
| 22. März 2015 11:00 Uhr | meiste Tore: Nikoleta Trúnková (5 Tore) | (15:7)       | meiste Tore: Ines Ivancok (8 Tore) | Pallati i Rinisë dhe Sporteve, Priština Zuschauer: 150 Schiedsrichter: Ruud Geraets, Paul Geraets |
| 22. März 2015 11:00 Uhr | Strafen: 3× 1×                          | Spielbericht | Strafen: 3× 4×                     | Pallati i Rinisë dhe Sporteve, Priština Zuschauer: 150 Schiedsrichter: Ruud Geraets, Paul Geraets |

| 22. März 2015 13:00 Uhr | Kosovo                                                                   | 9:44         | Schweden                              | Pallati i Rinisë dhe Sporteve, Priština Zuschauer: 150 Schiedsrichter: Tomas Barysas, Povilas Petrušis |
| 22. März 2015 13:00 Uhr | meiste Tore: A. Kursani, P. Ferataj, V. Huruglica, F. Prelvukaj (2 Tore) | (6:21)       | meiste Tore: Amelia Lundbäck (8 Tore) | Pallati i Rinisë dhe Sporteve, Priština Zuschauer: 150 Schiedsrichter: Tomas Barysas, Povilas Petrušis |
| 22. März 2015 13:00 Uhr | Strafen: 3× 2×                                                           | Spielbericht | Strafen: 3× 2×                        | Pallati i Rinisë dhe Sporteve, Priština Zuschauer: 150 Schiedsrichter: Tomas Barysas, Povilas Petrušis |

### Gruppe 7
| Pl. | Land     | Sp. | S | U | N | Tore    | Diff. | Punkte |
| --- | -------- | --- | - | - | - | ------- | ----- | ------ |
| 1.  | Portugal | 2   | 2 | 0 | 0 | 060:460 | +14   | 04:00  |
| 2.  | Polen    | 2   | 1 | 0 | 1 | 052:460 | +6    | 02:20  |
| 3.  | Italien  | 2   | 0 | 0 | 2 | 033:530 | −20   | 00:40  |

| 20. März 2015 18:00 Uhr | Polen                               | 24:15        | Italien                                | MORiS Chorzów, Chorzów Zuschauer: 500 Schiedsrichter: Bogdan Kaluđerović, Ivan Vujačić |
| 20. März 2015 18:00 Uhr | meiste Tore: Natalia Nosek (6 Tore) | (9:7)        | meiste Tore: Irene Stefanelli (5 Tore) | MORiS Chorzów, Chorzów Zuschauer: 500 Schiedsrichter: Bogdan Kaluđerović, Ivan Vujačić |
| 20. März 2015 18:00 Uhr | Strafen: 2×                         | Spielbericht | Strafen: 4× 3×                         | MORiS Chorzów, Chorzów Zuschauer: 500 Schiedsrichter: Bogdan Kaluđerović, Ivan Vujačić |

| 21. März 2015 16:00 Uhr | Italien                            | 18:29        | Portugal                             | MORiS Chorzów, Chorzów Zuschauer: 200 Schiedsrichter: Bogdan Kaluđerović, Ivan Vujačić |
| 21. März 2015 16:00 Uhr | meiste Tore: Martina Cogo (7 Tore) | (6:16)       | meiste Tore: Diana Oliveira (7 Tore) | MORiS Chorzów, Chorzów Zuschauer: 200 Schiedsrichter: Bogdan Kaluđerović, Ivan Vujačić |
| 21. März 2015 16:00 Uhr | Strafen: 3× 5×                     | Spielbericht | Strafen: 3× 4×                       | MORiS Chorzów, Chorzów Zuschauer: 200 Schiedsrichter: Bogdan Kaluđerović, Ivan Vujačić |

| 22. März 2015 14:00 Uhr | Portugal                              | 31:28        | Polen                                   | MORiS Chorzów, Chorzów Zuschauer: 600 Schiedsrichter: Bogdan Kaluđerović, Ivan Vujačić |
| 22. März 2015 14:00 Uhr | meiste Tore: Diana Oliveira (13 Tore) | (17:12)      | meiste Tore: Oktawia Płomińska (6 Tore) | MORiS Chorzów, Chorzów Zuschauer: 600 Schiedsrichter: Bogdan Kaluđerović, Ivan Vujačić |
| 22. März 2015 14:00 Uhr | Strafen: 3× 2×                        | Spielbericht | Strafen: 3× 2×                          | MORiS Chorzów, Chorzów Zuschauer: 600 Schiedsrichter: Bogdan Kaluđerović, Ivan Vujačić |

### Gruppe 8
| Pl. | Land     | Sp. | S | U | N | Tore    | Diff. | Punkte |
| --- | -------- | --- | - | - | - | ------- | ----- | ------ |
| 1.  | Kroatien | 2   | 2 | 0 | 0 | 082:410 | +41   | 04:00  |
| 2.  | Belarus  | 2   | 1 | 0 | 1 | 060:670 | −7    | 02:20  |
| 3.  | Lettland | 2   | 0 | 0 | 2 | 046:800 | −34   | 00:40  |

| 20. März 2015 18:00 Uhr | Lettland                            | 15:46        | Kroatien                            | Sports Hall Secondary School Koprivnica, Koprivnica Zuschauer: 500 Schiedsrichter: Maria Bennani, Safia Bennani |
| 20. März 2015 18:00 Uhr | meiste Tore: Simona Ārmane (8 Tore) | (6:19)       | meiste Tore: Tena Japundža (6 Tore) | Sports Hall Secondary School Koprivnica, Koprivnica Zuschauer: 500 Schiedsrichter: Maria Bennani, Safia Bennani |
| 20. März 2015 18:00 Uhr | Strafen: 2× 5× 1×                   | Spielbericht | Strafen: 2× 4×                      | Sports Hall Secondary School Koprivnica, Koprivnica Zuschauer: 500 Schiedsrichter: Maria Bennani, Safia Bennani |

| 21. März 2015 18:00 Uhr | Weißrussland                           | 34:31        | Lettland                            | Sports Hall Secondary School Koprivnica, Koprivnica Zuschauer: 100 Schiedsrichter: Maria Bennani, Safia Bennani |
| 21. März 2015 18:00 Uhr | meiste Tore: Hanna Yantsevich (7 Tore) | (15:16)      | meiste Tore: Simona Ārmane (7 Tore) | Sports Hall Secondary School Koprivnica, Koprivnica Zuschauer: 100 Schiedsrichter: Maria Bennani, Safia Bennani |
| 21. März 2015 18:00 Uhr | Strafen: 2× 5×                         | Spielbericht | Strafen: 2× 6× 1×                   | Sports Hall Secondary School Koprivnica, Koprivnica Zuschauer: 100 Schiedsrichter: Maria Bennani, Safia Bennani |

| 22. März 2015 11:00 Uhr | Kroatien                             | 36:26        | Weißrussland                           | Sports Hall Secondary School Koprivnica, Koprivnica Zuschauer: 150 Schiedsrichter: Maria Bennani, Safia Bennani |
| 22. März 2015 11:00 Uhr | meiste Tore: Tena Japundža (13 Tore) | (20:14)      | meiste Tore: Hanna Yantsevich (7 Tore) | Sports Hall Secondary School Koprivnica, Koprivnica Zuschauer: 150 Schiedsrichter: Maria Bennani, Safia Bennani |
| 22. März 2015 11:00 Uhr | Strafen: 3× 6×                       | Spielbericht | Strafen: 3× 6×                         | Sports Hall Secondary School Koprivnica, Koprivnica Zuschauer: 150 Schiedsrichter: Maria Bennani, Safia Bennani |

### Gruppe 9
| Pl. | Land     | Sp. | S | U | N | Tore    | Diff. | Punkte |
| --- | -------- | --- | - | - | - | ------- | ----- | ------ |
| 1.  | Rumänien | 2   | 2 | 0 | 0 | 067:430 | +24   | 04:00  |
| 2.  | Türkei   | 2   | 1 | 0 | 1 | 048:570 | −9    | 02:20  |
| 3.  | Finnland | 2   | 0 | 0 | 2 | 042:570 | −15   | 00:40  |

| 20. März 2015 18:00 Uhr | Finnland                          | 22:30        | Rumänien                                 | Sala de sport Gheorghe Barițiu, Turda Zuschauer: 600 Schiedsrichter: Alain Rauchs, Philippe Linster |
| 20. März 2015 18:00 Uhr | meiste Tore: Emma Aarnio (7 Tore) | (10:15)      | meiste Tore: Alexandra Munteanu (7 Tore) | Sala de sport Gheorghe Barițiu, Turda Zuschauer: 600 Schiedsrichter: Alain Rauchs, Philippe Linster |
| 20. März 2015 18:00 Uhr | Strafen: 3× 2×                    | Spielbericht | Strafen: 3× 7×                           | Sala de sport Gheorghe Barițiu, Turda Zuschauer: 600 Schiedsrichter: Alain Rauchs, Philippe Linster |

| 21. März 2015 18:00 Uhr | Türkei                                                 | 27:20        | Finnland                          | Sala de sport Gheorghe Barițiu, Turda Zuschauer: 300 Schiedsrichter: Alain Rauchs, Philippe Linster |
| 21. März 2015 18:00 Uhr | meiste Tore: Ceylan Aydemir, Dönegül Bozdoğan (6 Tore) | (12:11)      | meiste Tore: Emma Aarnio (6 Tore) | Sala de sport Gheorghe Barițiu, Turda Zuschauer: 300 Schiedsrichter: Alain Rauchs, Philippe Linster |
| 21. März 2015 18:00 Uhr | Strafen: 3× 5×                                         | Spielbericht | Strafen: 2×                       | Sala de sport Gheorghe Barițiu, Turda Zuschauer: 300 Schiedsrichter: Alain Rauchs, Philippe Linster |

| 22. März 2015 18:00 Uhr | Rumänien                                 | 37:21        | Türkei                                    | Sala de sport Gheorghe Barițiu, Turda Zuschauer: 600 Schiedsrichter: Alain Rauchs, Philippe Linster |
| 22. März 2015 18:00 Uhr | meiste Tore: Alexandra Munteanu (8 Tore) | (16:8)       | meiste Tore: Sultan Menekşe Uyan (8 Tore) | Sala de sport Gheorghe Barițiu, Turda Zuschauer: 600 Schiedsrichter: Alain Rauchs, Philippe Linster |
| 22. März 2015 18:00 Uhr | Strafen: 3× 4×                           | Spielbericht | Strafen: 3× 1×                            | Sala de sport Gheorghe Barițiu, Turda Zuschauer: 600 Schiedsrichter: Alain Rauchs, Philippe Linster |